# Сушибаба
Сушибаба (укр. Сушибаба) — село в Турийской поселковой общине Ковельского района Волынской области Украины.
До 2020 года входило в Турийский район.
Код КОАТУУ — 0725584203. Население по переписи 2001 года составляет 122 человека. Почтовый индекс — 44860. Телефонный код — 3363. Занимает площадь 0,898 км².